# Stan Bowman
Stanley Glenn „Stan“ Bowman (* 28. Juni 1973 in Montreal, Québec) ist ein kanadischer Eishockeyfunktionär. Von 2009 bis zu seinem Rücktritt 2021 fungierte er als General Manager der Chicago Blackhawks aus der National Hockey League. In dieser Funktion ist er nun seit Juli 2024 für die Edmonton Oilers tätig. Sein Vater Scotty Bowman gewann als Cheftrainer insgesamt neunmal den Stanley Cup, verzeichnete mehr Siege als jeder andere Trainer der NHL und ist Mitglied der Hockey Hall of Fame.

## Karriere
Stan Bowman erwarb im Jahr 1995 sein Diplom in Finanzwesen und EDV-Anwendungen an der University of Notre Dame.
Im Jahr 2001 schloss er sich den Chicago Blackhawks an und arbeitete die folgenden vier Jahre als Assistenz-General Manager. Danach wurde er zum Director of Hockey Operations befördert und war bis 2007 in dieser Position tätig. In jener Zeit war er unter anderem für die finanziellen Aspekte, Scouting und der Zusammenarbeit mit Teams aus der Minor League zuständig. Am 14. Juli 2009 wurde er zum General Manager der Chicago Blackhawks ernannt, nachdem sein Vorgänger Dale Tallon bei den Blackhawks des Amtes enthoben worden war. In seiner ersten Saison als General Manager errang er mit dem Franchise aus Chicago sogleich den begehrten Stanley Cup und wiederholte diesen Erfolg in den Jahren 2013 und 2015. Im Dezember 2020 übernahm er auch das Amt des President of Hockey Operations bei den Blackhawks, wobei er die Nachfolge von John McDonough antrat.
Im Oktober 2021 trat Bowman von all seinen Positionen bei den Blackhawks zurück. Er reagierte damit auf die Ergebnisse einer unabhängigen Untersuchung zu Vorwürfen von sexuellem Missbrauch aus dem Jahre 2010. Ein damaliger Video-Coach, Brad Aldrich, habe mindestens zwei Spieler des Teams sexuell belästigt bzw. missbraucht, darunter Kyle Beach, der die Vorwürfe erstmals erhob. Die Untersuchung ergab, dass Bowman und weitere Offizielle, darunter Cheftrainer Joel Quenneville, von den Vorwürfen wussten und diese nicht nur nicht weiterleiteten, sondern ausschließlich intern behandelten und somit aktiv vertuschten. Aldrich wurde daher nur entlassen und konnte vorerst weiterhin im Eishockeysport an der Miami University arbeiten, wo sich in der Folge weitere Fälle von Missbrauch ereignet haben sollen. Darüber hinaus trat Bowman auch von der Funktion des General Managers des Team USA für die anstehenden Olympischen Winterspiele 2022 zurück, die er seit März 2021 innehatte. Aufgrund der Vorwürfe trat wenige Tage später auch Joel Quenneville als Cheftrainer der Florida Panthers zurück. Beide wurden zudem vorerst inoffiziell von der NHL gesperrt. 
Im weiteren Verlauf wurde Bowman, ebenso wie Quenneville, zum 1. Juli 2024 von der NHL wieder für sportliche Aufgaben freigegeben (reinstated). Wenig später wurde Bowman von den Edmonton Oilers als neuer General Manager engagiert. Dort trat er die Nachfolge von Ken Holland an.

## Erfolge und Auszeichnungen
- 2010 Stanley-Cup-Gewinn mit den Chicago Blackhawks
- 2013 Stanley-Cup-Gewinn mit den Chicago Blackhawks
- 2015 Stanley-Cup-Gewinn mit den Chicago Blackhawks